# Goniochaeta plagioides
Goniochaeta plagioides là một loài ruồi trong họ Tachinidae.